# Associazione cooperatori salesiani
L'Associazione cooperatori salesiani (sigla A.S.C.) è un'associazione pubblica internazionale di fedeli di diritto pontificio.

## Storia

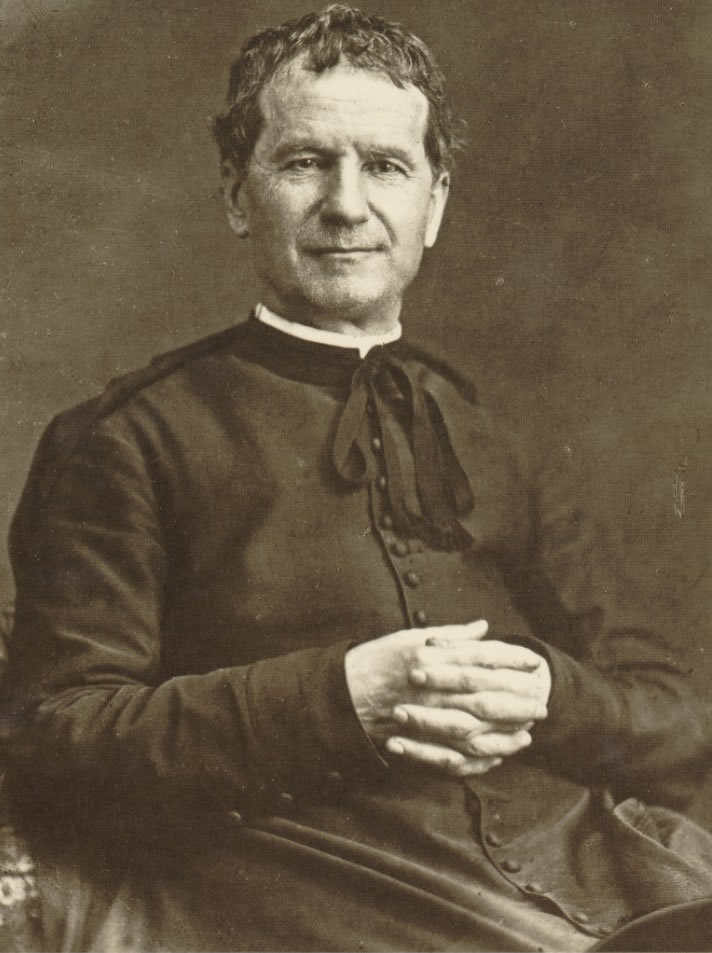
Giovanni Bosco

L'associazione fu fondata a Torino da Giovanni Bosco con l'intento di riunire i laici che, animati dallo spirito salesiano, si dedicavano nelle loro famiglie e nelle loro comunità all'apostolato a favore dei ragazzi poveri e abbandonati. Don Bosco presentò il suo progetto a papa Pio IX che, con il breve Cum sicuti del 9 maggio 1876, approvò la Società o Unione dei Cooperatori Salesiani e le estese le indulgenze concesse al Terz'ordine secolare di san Francesco.
Il regolamento definitivo dei cooperatori salesiani fu redatto da don Bosco il 12 luglio 1876.
Nel 1986 fu redatto un nuovo regolamento che, mantenendosi fedele alle intenzioni del fondatore, recepiva le indicazioni del Concilio Vaticano II. Il 29 aprile 2013 la Congregazione per gli istituti di vita consacrata e le società di vita apostolica ha approvato definitivamente il Progetto di Vita Apostolica dei cooperatori salesiani.

## Attività e diffusione
I cooperatori salesiani si pongono al servizio delle opere dei Salesiani di Don Bosco. In alcune situazioni, soprattutto nei paesi in via di sviluppo, gestiscono direttamente scuole, oratori e case famiglia.
I cooperatori che operano in un determinato luogo sono raggruppati i "centri", la cui attività è regolata e animata da un Consiglio locale; i vari centri sono raggruppati in ispettorie, che corrispondono alle ispettorie (province) dei padri salesiani; le ispettorie sono riunite in Regioni che coprono una o più nazioni. Il governo dell'associazione è affidato a una Consulta mondiale composta da un membro per ciascuna Regione e da cinque membri nominati dal rettore maggiore dei padri salesiani.
Nel 2020 i cooperatori salesiani erano 27 035, organizzati in 11 regioni diffuse sui 5 continenti. La sede centrale dell'associazione è in via della Pisana a Roma.